# Vuorelainenita
La vuorelainenita és un mineral de la classe dels òxids, que pertany al grup de l'espinel·la. Rep el seu nom del geòleg finlandès Yrjö Vuorelainen (1922-).

## Característiques
La vuorelainenita és un òxid de fórmula química (Mn,Fe)(V,Cr)₂O₄. Cristal·litza en el sistema cúbic. Forma cristalls imperfectes, i se'n troba també granular o massiva, junt als gran d'altres minerals, de fins a 80μm. La seva duresa a l'escala de Mohs és 6,5. Forma una sèrie de solució sòlida amb la manganocromita.
Segons la classificació de Nickel-Strunz, la vuorelainenita pertany a «04.BB: Òxids amb proporció Metall:Oxigen = 3:4 i similars, amb només cations de mida mitja» juntament amb els següents minerals: cromita, cocromita, coulsonita, cuprospinel·la, filipstadita, franklinita, gahnita, galaxita, hercynita, jacobsita, manganocromita, magnesiocoulsonita, magnesiocromita, magnesioferrita, magnetita, nicromita, qandilita, espinel·la, trevorita, ulvöspinel·la, zincocromita, hausmannita, hetaerolita, hidrohetaerolita, iwakiïta, maghemita, titanomaghemita, tegengrenita i xieïta.

## Formació i jaciments
Es troba en dipòsits de sulfurs de ferro metamorfosats, associada amb vulcanisme fèlsic submarí. També es pot trobar en esquists de quarsita. Sol trobar-se associada a altres minerals com: pirrotina, rútil, pirofanita, esfalerita, calcopirita, alabandita, eskolaïta, karelianita, schreyerita o olkhonskita. Va ser descoberta l'any 1980 a la mina Sätra, a Doverstorp, Finspång (Östergötland, Suècia).